# アスハト・シャハロフ
アスハト・シャハロフ（Askhat Shakharov　1978年10月3日- ）はカザフスタンの柔道選手。ロシアのオレンブルク出身。階級は73kg級。身長181cm。

## 人物
2000年のアジア選手権73kg級で2位になるが、シドニーオリンピックでは初戦で敗れた。2001年の世界選手権では銅メダルを獲得した。この当時としては珍しい賞金大会のグランプリ・モスクワでは優勝を飾った。

## 主な戦績
- 2000年 - アジア選手権　2位
- 2001年 - 世界選手権　3位
- 2001年 - グランプリ・モスクワ　優勝
- 2002年 - アジア大会　7位
- 2003年 - 嘉納杯　5位
- 2003年 - アジア選手権　5位